# Aracuã-nortenho
Aracuã-nortenho ou aracuã-de-asas-azuis (nome científico: Ortalis vetula) é um cracídeo encontrado na América Central e é a única espécie a ocorrer na América do Norte.